# 2017年のバロンドール
2017年のバロンドールは、世界各国のスポーツジャーナリストの投票によってサッカーの2017年世界年間最優秀選手を決める賞である。2017年12月7日に発表された。
クリスティアーノ・ロナウドが2位のリオネル・メッシに276ポイントの差を付けてバロンドールを受賞した。クリスティアーノ・ロナウドは2年連続5度目のバロンドール受賞（FIFAバロンドールも含む）となった。

## 結果
結果は以下の通りとなった。
| 順位 | 選手                             | 国籍                     | 所属クラブ                        | ポイント |
| ---- | -------------------------------- | ------------------------ | --------------------------------- | -------- |
| 1    | クリスティアーノ・ロナウド       | ポルトガル               | レアル・マドリード                | 946      |
| 2    | リオネル・メッシ                 | アルゼンチン             | バルセロナ                        | 670      |
| 3    | ネイマール                       | ブラジル                 | バルセロナ / パリ・サンジェルマン | 361      |
| 4    | ジャンルイジ・ブッフォン         | イタリア                 | ユヴェントス                      | 221      |
| 5    | ルカ・モドリッチ                 | クロアチア               | レアル・マドリード                | 84       |
| 6    | セルヒオ・ラモス                 | スペイン                 | レアル・マドリード                | 71       |
| 7    | キリアン・エムバペ               | フランス                 | ASモナコ / パリ・サンジェルマン   | 48       |
| 8    | エンゴロ・カンテ                 | フランス                 | チェルシー                        | 47       |
| 9    | ロベルト・レヴァンドフスキ       | ポーランド               | バイエルン・ミュンヘン            | 45       |
| 10   | ハリー・ケイン                   | イングランド             | トッテナム                        | 36       |
| 11   | エディンソン・カバーニ           | ウルグアイ               | パリ・サンジェルマン              | 32       |
| 12   | イスコ                           | スペイン                 | レアル・マドリード                | 28       |
| 13   | ルイス・スアレス                 | ウルグアイ               | バルセロナ                        | 27       |
| 14   | ケヴィン・デ・ブライネ           | ベルギー                 | マンチェスター・シティ            | 25       |
| 15   | パウロ・ディバラ                 | アルゼンチン             | ユヴェントス                      | 23       |
| 16   | マルセロ                         | ブラジル                 | レアル・マドリード                | 21       |
| 17   | トニ・クロース                   | ドイツ                   | レアル・マドリード                | 20       |
| 18   | アントワーヌ・グリーズマン       | フランス                 | アトレティコ・マドリード          | 17       |
| 19   | エデン・アザール                 | ベルギー                 | チェルシー                        | 16       |
| 20   | ダビド・デ・ヘア                 | スペイン                 | マンチェスター・ユナイテッド      | 15       |
| 21   | レオナルド・ボヌッチ             | イタリア                 | ユヴェントス / ACミラン           | 14       |
| 21   | ピエール＝エメリク・オーバメヤン | ガボン                   | ドルトムント                      | 14       |
| 23   | サディオ・マネ                   | セネガル                 | リヴァプール                      | 10       |
| 24   | ラダメル・ファルカオ             | コロンビア               | ASモナコ                          | 9        |
| 25   | カリム・ベンゼマ                 | フランス                 | レアル・マドリード                | 7        |
| 26   | ヤン・オブラク                   | スロベニア               | アトレティコ・マドリード          | 4        |
| 27   | マッツ・フンメルス               | ドイツ                   | バイエルン・ミュンヘン            | 3        |
| 28   | エディン・ジェコ                 | ボスニア・ヘルツェゴビナ | ASローマ                          | 2        |
| 29   | ドリース・メルテンス             | ベルギー                 | ナポリ                            | 0        |
| 29   | フィリペ・コウチーニョ           | ブラジル                 | リヴァプール                      | 0        |